# Olesa de Bonesvalls
Olesa de Bonesvalls este o localitate în Spania în comunitatea Catalonia în provincia Barcelona. În 2007 avea o populație de 1.556 locuitori. Este situat in comarca Alt Penedès.
1. ↑  Nomenclátor Geográfico de Municipios y Entidades de Población (20240402 edition)
2. ↑   https://elcargol.com/politica/10814-jordi-ramos-tarda-investit-com-a-nou-alcalde-dolesa-de-bonesvalls Lipsește sau este vid: |title= (ajutor)
3. 1 2   http://www.idescat.cat/pub/?id=aec&n=925&t=2016 Lipsește sau este vid: |title= (ajutor)